# Zimella
Zimella là một đô thị ở tỉnh Verona trong vùng Veneto của Ý, có cự ly khoảng 70 km về phía tây của Venice và khoảng 35 km về phía đông nam của Verona. Tại thời điểm ngày 31 tháng 12 năm 2004, đô thị này có dân số 4.626 người và diện tích là 20,1 km².
Đô thịZimella có các frazioni (đơn vị trực thuộc, chủ yếu là các làng) S. Stefano (capoluogo), Zimellavà Bonaldo e Volpino.
Zimella giáp các đô thị: Arcole, Cologna Veneta, Lonigovà Veronella.